# Friends of Hell
Friends of Hell è un album studio del gruppo musicale britannico Witchfinder General, pubblicato nel 1983.

## Tracce
1. Love on Smack - 4:14
2. Last Chance - 3:53
3. Music - 3:08
4. Friends of Hell - 6:05
5. Requiem for Youth - 4:35
6. Shadowed Images - 4:20
7. I Lost You - 2:56
8. Quietus Reprise - 6:27
9. [Untitled] - 0:38

## Formazione
- Zeeb Parkes - voce
- Phil Cope - chitarra
- Graham Ditchfield - batteria
- Rod Hawkes - basso